# Jonatan Cerrada
Jonatan Cerrada Moreno (Liegi, 12 settembre 1985) è un cantante belga.
Di origini spagnole, dopo aver vinto la versione francese di Pop Idol ha partecipato all'Eurovision Song Contest 2004 con A chaque pas.
Ha al suo attivo 5 hit singles che hanno scalato le classifiche di Francia, Spagna, Belgio e di altri paesi dell'Europa occidentale.

## Discografia

### Album
- 2003: Siempre 23
- 2005: La Preuve du contraire

### Singoli
- 2003: Je voulais te dire que je t'attends
- 2003: Rien ne me changera
- 2004: À chaque pas
- 2005: Libre comme l'air
- 2007  : Ruban Noir